# 세바스티안 코아테스
세바스티안 코아테스 니온(Sebastian Coates Nion, 1990년 10월 7일 ~)은 우루과이의 축구 선수이다. 키가 196cm에 달하는 장신 센터백이며 현재 스포르팅 CP에서 뛰고 있다. 또한 우루과이 국가대표팀 소속으로서 2011년 남미선수권 대회에서는 디에고 고딘을 밀어내고 루가노와 센터라인을 이끌었었다.

## 클럽 경력

### 나시오날
코아테스는 11세에 나시오날에 입단했고, 모든 연령 단계에서 주장으로 출전하면서 자신의 기량을 입증했다. 2009년, 18세의 나이로 정식 계약을 맺고 1군에서 뛰기 시작했다. 그의 첫 경기는 베야 비스타전으로, 이 경기에서 그는 우루과이의 언론사 엘 파이스로부터 경기 최우수 선수로 선정되었다. 그는 이후 출전 정지와 국가적 의무가 있었음에도 불구하고 나시오날의 모든 경기에 선발로 출전했다.

### 리버풀

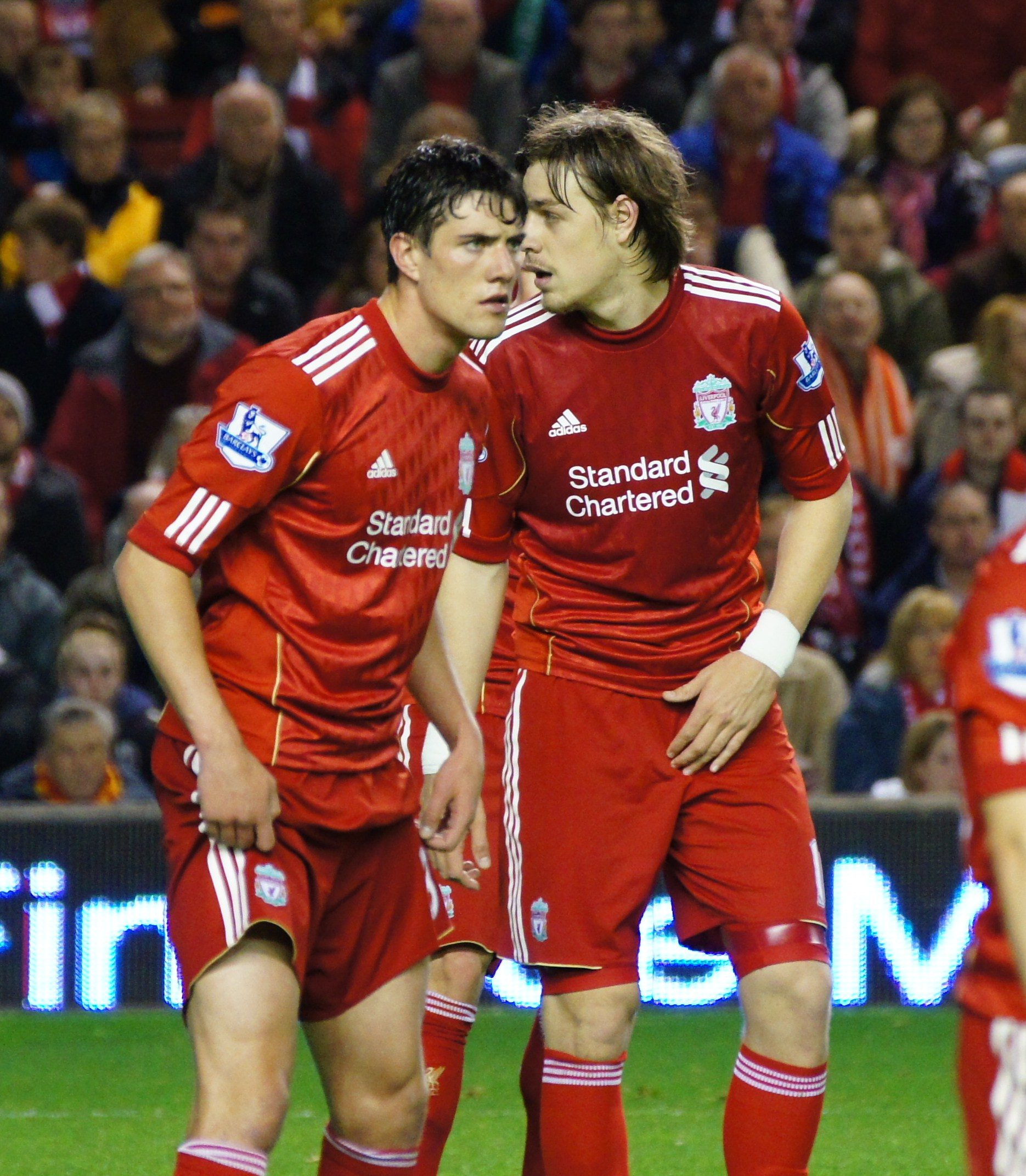
2012년 풀럼과의 경기에서 마틴 켈리(좌측)와 함께 뛰는 코아테스.

2011년 8월, 코아테스는 프리미어리그의 클럽 리버풀로부터 상당한 관심을 받았다. 8월 26일, 그는 이적 제안을 앞두고 멜우드에서 메디컬 체크를 받을 수 있는 허가를 받았고, 다음날 리버풀과 볼턴 원더러스와의 경기를 관전했다. 8월 30일, 그는 취업 비자를 발급받은 후 리버풀과 장기 계약을 맺으며 이적하였다. 이적료는 공개되지 않았지만, 약 700만 파운드로 추정된다.
9월 18일, 코아테스는 토트넘 홋스퍼와의 경기에서 부상당한 다닐 아게르를 대신하여 리버풀 데뷔전을 치렀고, 팀은 4-0으로 패배했다. 코아테스는 9월 21일 브라이턴 & 호브 앨비언과의 리그컵 경기에서 첫 선발 출전을 기록했다. 리버풀은 2-1로 승리했고, 코아테스는 스토크 시티와의 다음 라운드 경기에서도 선발로 출전했으며, 리버풀은 또다시 2-1 승리를 거두었다. 이후 리버풀은 모든 라운드를 거쳐 대회 우승을 차지했고, 코아테스는 리버풀 선수로서 첫 메달을 획득했다. 2012년 3월 21일, 그는 3-2로 패한 퀸스 파크 레인저스와의 로프터스 로드 원정 경기에서 페널티 박스 가장자리에서 바이시클 킥으로 리버풀에서의 첫 골을 기록했다.
코아테스는 2013년 8월에 열린 일본과의 친선 경기에서 우루과이 국가대표로 뛰다가 무릎 부상을 당했다. 이 부상으로 인해 2013-14 시즌의 경기 대부분을 출전하지 못했다. 결국 시즌 후반기에 코아테스는 나시오날로 임대되어 기량을 끌어올렸고, 우루과이 월드컵 대표팀에 합류하는데 성공했다.

### 선덜랜드

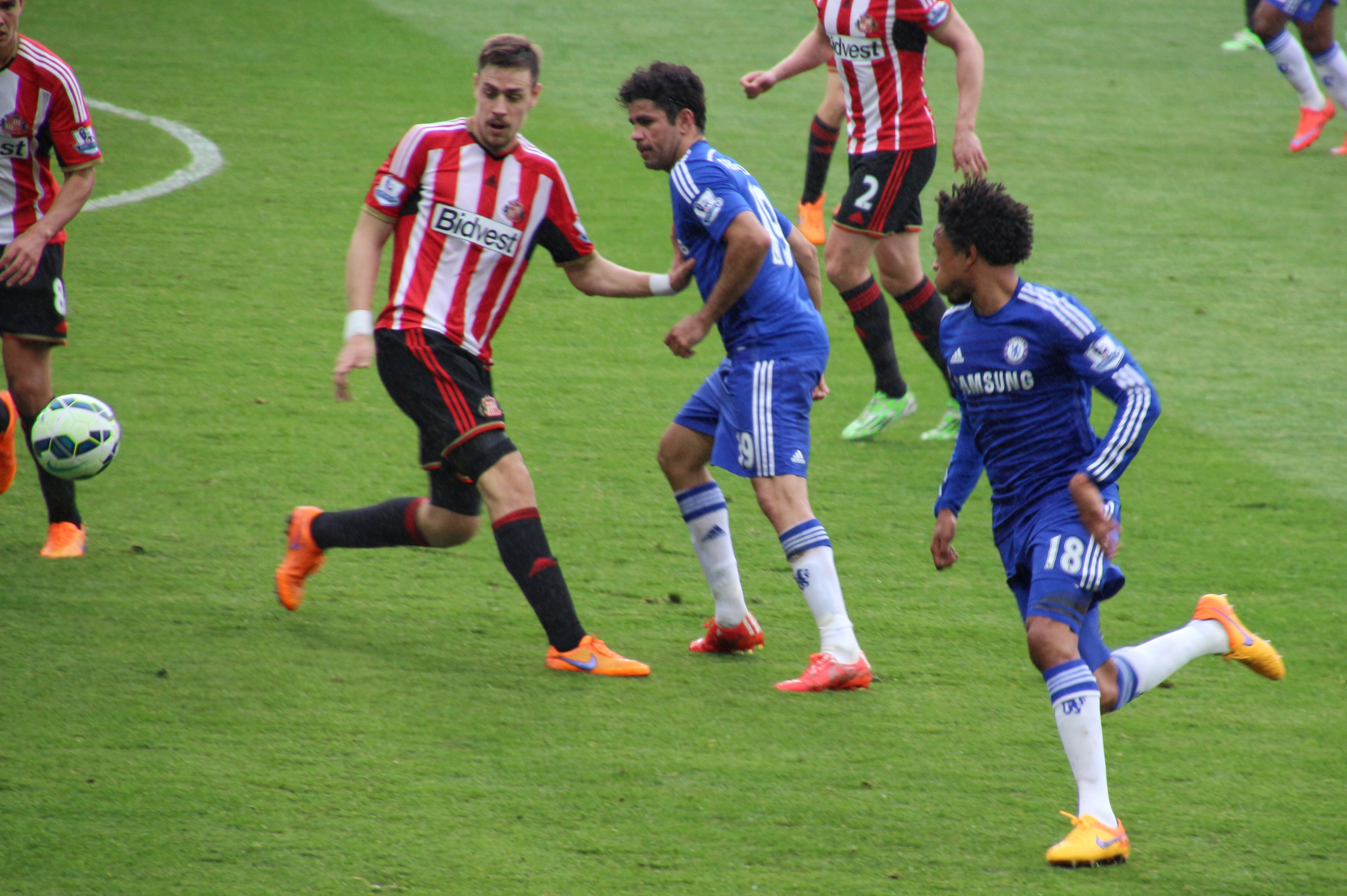
2015년 5월 선덜랜드에서 첼시를 상대로 뛰고 있는 코아테스.

2014년 9월 1일, 코아테스는 같은 프리미어리그의 선덜랜드로 한 시즌 동안 임대되었고, 같은 우루과이 출신의 구스타보 포예트 감독과 합류했다. 그는 23일 스타디움 오브 라이트에서 열린 스토크 시티와의 리그컵 3라운드 경기에서 선발로 데뷔전을 치렀다. 하프 타임에 그는 파트리크 판 안홀트와 교체되었고, 선덜랜드는 1-2로 패했다. 그의 임대 첫 리그 경기는 12월 3일 맨체스터 시티를 상대로 홈에서 1-4로 패배한 경기였다. 코아테스는 앙토니 레베이에르가 워밍업 중 부상을 당하면서 12월 21일에 뉴캐슬과의 타인 위어 더비에서 레프트백으로 출전해야 했지만, 선덜랜드가 1-0으로 승리하면서 그의 공백을 잘 메꿨다. 그러나 다음 경기에서 선덜랜드가 헐 시티에게 1-3으로 패한 후, 코아테스는 신임을 잃었고 포예트 감독 아래에서 또 다른 프리미어리그 경기 선발 출전에 실패했다. 이후 포예트 감독이 경질되고 딕 아드보카트 감독으로 교체된 후, 코아테스는 더 많이 출전할 수 있게 되었다. 그는 선덜랜드가 5경기 무패 행진을 하는 동안 꾸준히 경기에 출전했고, 팀을 강등권에서 벗어날 수 있게 기여했다.
2015년 7월 1일, 선덜랜드는 코아테스와 4년 계약을 맺고 그를 완전 영입했다. 이적료는 공개되지 않았지만, 약 200만 파운드로 추정된다. 11월 1일, 그는 에버턴과의 원정 경기에서 자책골을 넣었고, 결국 팀은 6-2로 패배했다.

### 스포르팅 CP
2016년 1월 28일, 선덜랜드의 새 감독 샘 앨러다이스는 장부의 균형을 맞추기 위해 코아테스를 시즌 종료까지 스포르팅 CP로 임대보냈다. 그는 2월 8일 1-1로 비긴 히우 아브와의 홈 경기에서 데뷔전을 치렀고, 시즌 동안 총 13경기(모두 선발 출전)를 뛰며 이 리스본 구단이 리그 2위를 차지했다.
2016-17시즌 첫 날, 마리티무와의 홈 경기에서 코아테스는 주앙 마리우의 코너킥을 헤딩골로 연결시키며 첫 골을 기록했고, 이에 힘입어 팀은 2-0으로 승리했다.
2017년 2월 2일, 스포르팅은 코아테스를 완전 영입하였다.
2019년 1월 26일 타사 다 리가 결승전에서 코아테스는 승부차기를 실축했지만, 총 승부차기 점수에서 FC 포르투를 3-1로 이기고 리그 컵 2연패를 달성했다. 4개월 후인 5월 25일, 타사 드 포르투갈 결승전에서 다시 만난 스포르팅과 포르투는 2-2로 경기가 끝난 후 승자를 결정하기 위해 승부차기를 진행했고, 코아테스는 승부차기를 성공시켜 스포르팅이 5-4로 승리하는 것을 도왔다.
2019년 8월 31일, 코아테스는 세 번의 페널티킥을 허용하였고, 추가로 퇴장까지 당하면서 최악의 경기를 맞이했다. 결국 팀은 히우 아브에게 2-3으로 패배했다. 그가 저질렀던 세 번의 반칙은 모두 이란의 공격수인 메흐디 타레미를 상대로 한 것이었다.
코아테스는 스포르팅이 19년 만에 리그 타이틀을 거머쥔 프리메이라리가 2020-21 시즌의 팀 주장이자 핵심 선수였다. 그는 34경기에서 20개의 클린 시트를 기록하고 시즌 동안 단 20실점만을 기록한 엄청난 수비라인을 이끌었다는 평가를 받으며 2020-21 프리메이라리가 최우수 선수로 선정되었다.

## 국가대표 경력

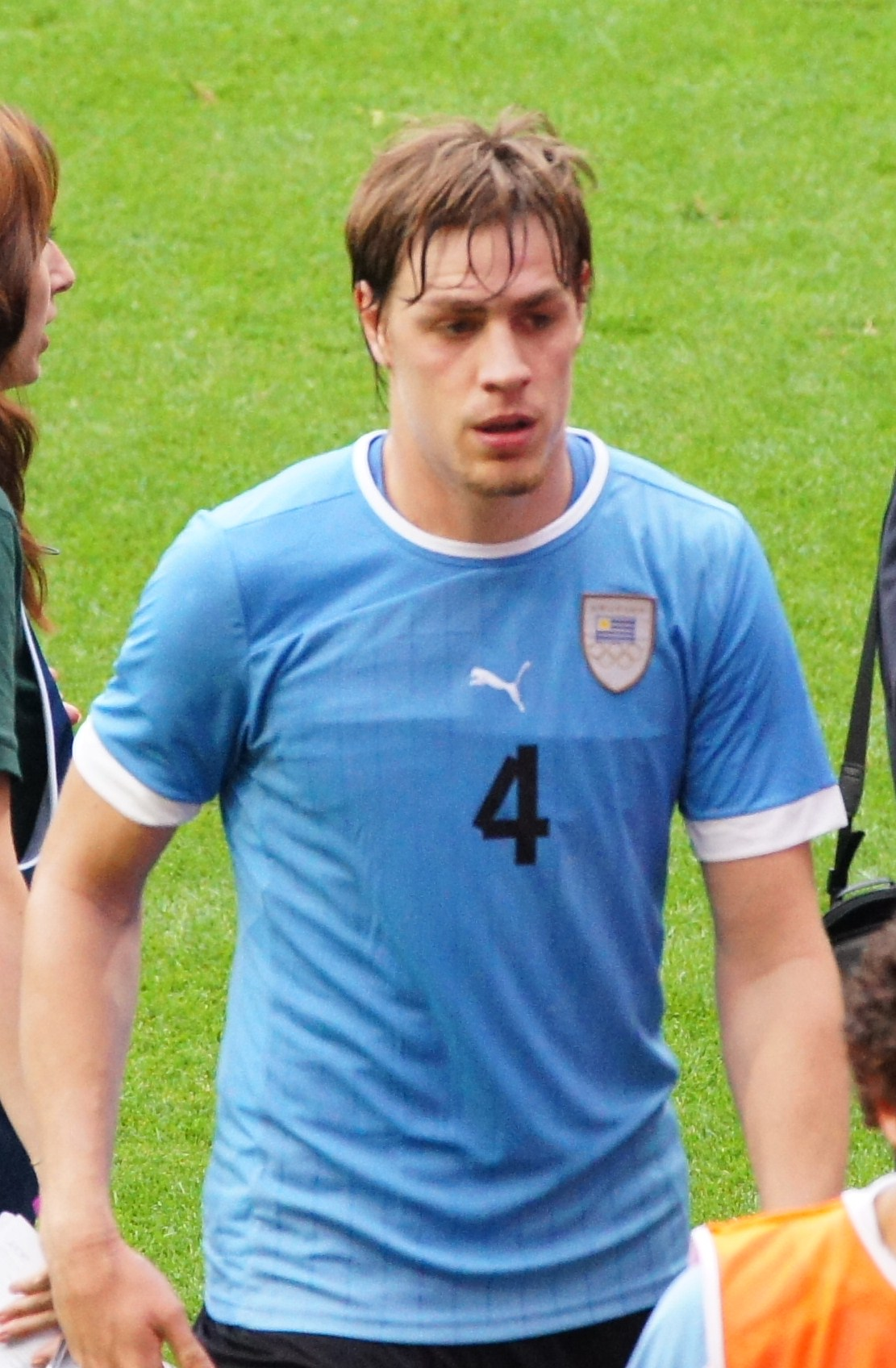
2012년 하계 올림픽에서 우루과이 대표로 뛰고 있는 코아테스.

우루과이 U-20 대표팀에서 활약한 후, 그는 코스타리카와의 2010년 FIFA 월드컵 예선 대륙간 플레이오프 1차전 경기에 소집되었으나, 경기에는 출전하지 못했다.
그는 아르헨티나 멘도사의 에스타디오 말비나스 아르헨티나스에서 열린 칠레와의 2011년 코파 아메리카 조별 리그 2차전 경기에서 국가대표팀 데뷔전을 치렀고, 팀은 1-1 무승부를 기록했다.
그는 개최국을 상대로 8강전 승리 이후 출전 정지를 당한 것을 제외하고는 대회 나머지 경기를 모두 출전하였고, 우루과이는 대회 우승이라는 우수한 성적을 거두었으며, 코아테스는 베스트 영플레이어 상을 수상했다.
그는 오스카르 타바레스 감독에 의해 런던에서 열린 2012년 하계 올림픽에 참가한 우루과이 올림픽 축구 국가대표팀에 차출되었다. 그는 대회 경기에 전부 출전했지만, 우루과이는 결국 8강 진출에 실패했다. 브라질에서 열린 2013년 FIFA 컨페더레이션스컵에서 그는 2-1로 승리한 나이지리아전에 짧은 교체 출전을 했고, 8-0으로 대승을 거둔 타히티와의 경기에서 선발로 출전했다. 이 대회에서 우루과이는 4위라는 성적을 거두었다.
부상으로 인해 코아테스는 프리미어리그 시즌 전체를 결장했지만, 이후 완전히 회복하여 2014년 FIFA 월드컵의 최종 23인 엔트리에 발탁되었다. 그는 잉글랜드와의 조별 리그 경기에서 리버풀 팀 동료 루이스 수아레스와 교체 투입되어 2분간 출전하였고, 팀의 2-1 승리에 일조하였다. 이듬해 칠레에서 열린 2015년 코파 아메리카에서 코아테스는 팀의 주장인 디에고 고딘의 출전 정지로 인해 1-1 무승부를 거둔 파라과이와의 조별 리그 마지막 경기를 치렀다. 우루과이는 개최국에 의해 8강에서 탈락했다.
2018년 5월, 그는 러시아에서 열리는 2018년 FIFA 월드컵에 참가할 우루과이 축구 국가대표팀 23인 명단에 이름을 올렸다.
코아테스는 2023년 3월 28일 대한민국과의 친선 경기에서 우루과이 대표팀에서의 두 번째 골을 기록했다.

## 수상

### 팀
클루브 나시오날 데 푸트볼
- 우루과이 프리메라 디비시온 우승 2회 : 2008–09, 2010–11

 리버풀
- 칼링 컵 : 2011-12